# ايتول عقل
آيتول عقل (بالتركية: Aytül Akal)‏ ولدت في أزمير عام 1952. تخرجت من الكلية الأمريكية أزمير للبنات عام 1971. تخرجت بالتعليم عن بعد من جامعة واشنطن الدولية. حصلت على درجة الماجستير في نفس الجامعة في فرع التعليم عام 2002.
بدأت في كتابة زاوية بعنوان «ليكن في عقولكم» في مجلة الحياة عام 1973. تم نشر كتاباتها المتنوعة ومقابلاتها في مجلات المرآة وعلى مدار السنين والحياة والجولة. أعدت ملحق مكون من 16صفحة باسم «بيندالى» في مجلة (يداً بيد) في من عام 1976 حتى عام 1980. في الثمانينات قامت بتأليف نص مسرحية «كونان» للأطفال. لها ثلاث قصائد لحنها «جنك تاشكان» وغناها نوكهات دورو.تم نشر الأساطير في مجلة الأطفال التي تسمى
«صوبا» التابعة لجريدة الصباح. كما كان لها زاوية لكتابات الأطفال في نفس الجريدة. تم نشر قصائدها وحكاياتها وقصصها في العديد من مجلات الأطفال.
في عام 1981 تم إصدار أول كتاب شعر، اسمه «احساس المدينة».وكان من الذي نشرته عام1991، أول كتاب حكاية باسم الطفل الذي لايحب الليل، والطفل الذي سئمت روحه في عام 1993، الطفل الذي يريد أخ عام 1994 ، الطفل الذي يلون الصباح عام 1995 ، وأخيراً الطفل الذي يبحث عن الحكايات عام1997. في عام1995 أسست «اوتشان باليك» للنشر مع اثنين من أصدقائها، وبدأت في إصدار كتب الأطفال.
أعدت للأطفال في عمر 3-10 سنوات مجلد كتب حكايات، بالإضافة إلى نشر 52 كتاب ذو غلاف ورقى على هيئة سلسلة أسطورة. أعدت أربع مكتبات على شكل سلسلة قصة ترفيهية من أجل الأطفال في عمر 10-14 تناولت فيها فترة البلوغ وهم: يابنى عندما كنت طفل، ياأبنتى عندما كنت طفلة، أبنى اين أنت، بنيتى أين أنت، وقد تجاوزت هذه السلسة الحدود العمرية ووصلت إلى جمهور واسع.
حصلت على جائزة في مسابقة أفلاطون جيم الجنوبية من أجل أفضل كتاب للأطفال في عمر0-6التى نظمتها وزارة الثقافة التابعة للجمهورية التركية لأول مرة بكتاب كنت طفلا صغيرا جدا عام 1995. عرفت أتاتورك للأطفال في عمر صغير بشكل عالمى عن طريق كتاب «كن أتاتورك»، وتم نشره بالتركية والإنجليزية. كان الكتاب الموسيقى «أفتح الستارة لقد جئت» رائجاً، كما أعدت سلسلة كنت صفلا صغيرا جدا في مكتبتين وكانت موجهه للفئة العمرية 2-4. في أغسطس عام1999 تم طباعة 50000 نسخة من الكتاب الذي نشرته «من تحت السرير» وتم توزيعها كهدية للأطفال المتضررين من الزلزال.
كان تهدف إلى دعم التغلب على مخاوف الأطفال بتكوين فكرة ترفيهية تجاه الوحش التي هز العالم العاطفى للأطفال بسلسلة «حكايات الوحش الخرافى». نشرت أول ثلاث روايات من سلسلة مغامرة «الصحفيين الممتازين» الموجهة لفئة بداية الشباب.
وقد أبتكرت أسلوب جديد تماما في مجال كتب الأطفال المرسومة عن طريق سلستين ابداعيتين هما «فصول مغامرات الملك» و «الباب المسحور». تم ترجمة سلسة «الباب المسحور» إلى البلغارية وتم نشرها في بلغاريا.أستمرت في نشر الأشعار عبر الأنترنت لسنوات مع الكاتب مافيسل ينار، وتم نشرها في سبع كتب. تم تجميع أشعار أثنين من الكتاب بخصوص موضوع واحدفى الكتب القمر الأزرق (القمر)، صوت الجليد (الجليد)، سحر البحر (البحر)، ومواضيع الأشعار المخلفة منها طار الطائر بقى الشعر وخطفت القطة شعرى في كتبها. حصلت على جائزة التصميم من مؤسسة الأطفال والشباب للنشربكتاب الشعر «سحر البحر». كانت كتب الشعر طار الطائر بقى الشعر أختطفت القطة شعرى من الكتب التي أبتكرت فيها أسلوب جديد تماما في التصميم لم يتم تجريبه حتى اليوم.
عقب خمس كتب شعرية أندفع أثنين من الكتاب لتجربة جديدة قاموا بكتابتها معاً بنفس الأسلوب في الكتب الشعرية التي هي بعنوان «كم عمر القمر» و «كم عدد الشمس».أستمرت مغامرت الكاتبين الممتعة في كتاب «الشمسية الحمراء».هذا الكتاب يروى حكاية شمسية مفقودة بالقصص والأشعار، وقد تخطى حدود التصميم المعتادة وتم نشره بأسلوب تقنى مختلف عائد لقصة رسم من في الصفحات. حصل هذا الكتاب على جائزة التشجيع من مؤسسة النشر للاطفال والشباب في فرع التصميم عام2008.أعدت آيتول عقل صفحة «كتب للأطفال» في ملحق كتاب الجمهورية على مدار خمس سنوات في الفترة من 1998 حتى 2003 وكانت تهدف إلى تزويد المجتمع بالقراءة عن طريق الأعمال الأدبية الموهوبة التي قامت بإعدادها وأدب المحاورة مع الأطفال، وقامت بكتابة الانتقادات والتعريفات بخصوص كتب الأطفال، كما أنها أعدت تقارير مع الكتاب والرسامين والمترجمين. تم أستداعئها مرة أخرى من أجل نفس الوظيفة عام2007. أعدت صفحات الأطفال مع مافيسل ينارونيلاى يلماز وتشيغدام جونش.
أصبحت حقيقة في مجال كتابة الأطفال وقدمت بلاغات في الندوات، كما ألقت محاضرات في الجامعات.كان لقصصها وحكاياتها مكان في كتب الدراسة التركية. منذ عام 1973 في حياة آيتول عقل تم نشر مايقرب من 100 كتاب لها للأطفال في عمر 2-5.
وكان ماكتبته للمراهقين في عام 1998 «أيتها الحياة لاتتركينى» وفي عام 2001 «أخر رحلتين»، وتمت طباعتها في دار نشر المعرفة، وفي عام2008 تم جمع منشورات اوتشان باليق مع قصص مختارة من كتابين في كتاب واحد تحت عنوان «أخر رحلتين».
في عام 2006 تطورت حساسية الأطفال ضد العنف المتزايد في المدارس، وقد أعدت مشروع «على أساس كل شئ كان لعبة» بهدف إيصال فكرة أن الشدة لايمكن أن تكون الحل الأول للمشكلة. وقد وصل المشروع الذي عملت فيه مع ثمانية متطوعين من أصدقاءها في المؤسسة الأنتخابية إلى 11 متطوع. التقت مع المعلمين والطلاب في الفصول، بخصوص المشروع الذي يهدف إلى إهداءعدد فردى لمكتبات فصول الأطفال، وقد وصلت الكتب إلى مايقرب من مائة كتاب بطبعاتها لإحدى عشر محافظة. ولا تزال الدراسات مستمرة في هذا المجال.
في رأيها أن طريق السلام يتمثل في أن يحب الناس بعضهم البعض وأن يقبلوا اختلافاتهم، ويكون لكل منهم وجهة نظر موجهه، أعدت مشروع «الألوان على طول الطريق» وتقدمت باقتراحها لمجلس الأمة التركى وتم إهداؤه للأطفال في عيد الطفل وعيد الوطنية التركية في 23أبريل.
كون هذا المشروع يهدف إلى إيجادالأحاسيس الجمالية لهذا الإبداع التنوعى، حيث أنه يدرك بشكل إجمالى اختلافات الأطفال، وقد ابتدئت دراسات جديدة من أجل نقل انظمة أخرى لهذا المشروع بسبب تصديق مجلس الأمة التركى وتوقف المجلس عن تبنى إتمام المشروع.
أعدت مشروع «أحب طفلى وأقرأ له كتاب» مع أربعة من أصدقائها عام2008. هذا الكتاب يهدف إلى تزويد الاباء والامهات بالمعلومات، تتحدث فيه عن أهمية الكتاب اعتباراً من لحظة ولادة الطفل وكذلك وجوب قراءة الكتب للطفل وعن النمو الفيزيائى والتطور العاطفى للأطفال، تمت طباعة هذا الكتاب وكان ثمنه دعماً للأناضول، كما تم توزيعه في مشافى الولادة كهدية للأمهات.
في عام2008 أعدت مشروع «حبى الأول» وكان يهدف إلى إعطاء نموذج للشباب والاطفال الذين يمرون بمرحلة البلوغ ويعيشون حبهم الذي يعتقدون انه الأول والاخير وربما يتحولون إلى العنف بسبب الإحباط خاصة في هذه الفترة العاطفية، أنه يمكن للجميع أن يعيش حبه الأول ويتركه.
أخذت المحررة عليا تشينار أوغلو على عاتقها مسئولية المشروع، وقدمت الدعم للكتاب المشهورين في مجال كتب الأطفال والمحررين والرسامين وكذلك الكتاب العالميين وطلاب الجامعات لكى يحكوا قصة حبهم الأول، في كتاب بعنوان«أصبحت عاشقاً»، نشرته دار أوتشان باليق للنشر في أبريل (نيسان)عام2009.
تم نشر كتاب القصص الثمانية بدعم من مشروع الثقافة والفن والأدب التركى الكلاسيكى والمعاصر في ألمانيا من قبل تاليسافيرلاج بالألمانية والتركية، بالإضافة إلى كتاب الثلاث حكايات الذي تم نشره بالألمانية والأسبانية من قبل نفس دار النشر.
تم ترجمة كتاب الأربع حكايات للـفارسية ونٌشر في إيران من قبل دار أورمان للنشر. تم نشر كتابين سلسلة الوحش المضحك في ألمانيا من قبل طبعة المشرق للنشر في ألمانيا عام2008.
تم ترجمة سلسلة الكتاب المسحور في أربع كتب للبلغارية وتم نشرها في بلغاريستان من قبل الناشرين ليترا.
القصة المنصوص عليها التي نشرت في انجلترا في مختارات «خطوط على الرمال» عام2003 ، تم نشرها في أمريكا واضافتها لكتاب الصف اخامس من قبل زنر بلوسر عام2007. وتم نشر بعض الكتب الكترونياً في أستراليا.تم تمثيل مسرحية «اللليلة البنفسجية واليوم الأزرق» التي كتبتها مع مافيسل ينار ونيلاى يلماز في مسارح الدولة بأنقرة.مثلت مسرحية السيدات الصغيرات والسادة الصغار تركيا في المهرجان الدولى للمسرح.وتم تقيم المسرحية للجمهور في الهند.
عضو مؤسس في متحف الأطفال للبحوث ومؤسسة الثقافة (أنقرة)، وجمعية كتاب ومترجمين المسرح.
لديها ولدين آفرن (1980) والبير (1986).

## أعمالها
- الطفل الذي سئمت روحه
- لينا الطفلة التي تريد أخ
- الطفل الذي يلون الصباح
- الطفل الباحث عن الحكايات
- الفيل الذي نسى الليل
- الفيل المدلل
- الفيل المصاب بالحصبة
- من سينام على السرير الكبير
- الشجرتين المشاكستين
- الشجرة التي تحب التجول
- أمنية الشجرة
- أجمل شجرة في العالم
- الطفل الشغوف بالفضاء
- الثلاث أطفال الطائرين
- سرير من يطير
- مهمة الطفل الفضائى
- الطفل صاحب رأس القمامة
- الطفل الفضائى ذو الساق الرفيعة
- الفاصوليا موتور الصحن الدائر
- طفل الشوكلاتة
- الطفل الذي يرسم الإعلانات
- ايدادا الذي ملت روحه
- مصنع الساحرة ذات الأنف
- الروبوت الذي يأكل الحديقة
- البخار الثائر تحت البحر
- قطعة الورق المجعدة
- الكرة الباحثة عن لونها
- لمبة المرور عديمة النفع
- النجمة التي فقدت بريقها
- ماهذه الدنيا؟
- من لايحب اللعب في الماء
- الضب الصغير
- بناء في الغابة
- التنين الباحث عن قصته
- في من ألوان الغابة
- جيران الغابة الجدد
- الديناصور الباحث عن دولة الترفيه
- الحروف تحت السرير
- سؤال البالونات
- حورية الكتاب
- الطفل الخائف من الظلام
- الطفلة التي تريد ان تكون سندريلا
- الثلاث فبلات السحرية
- الطفل ذو ثلاث عيون
- الزرافة التي تريد النوم
- أضواء الطفل المتجول
- أعطنى حلم
- أنا كبير
- الطفل المبعثر
- الأم الصغيرة
- من أين خرج هذا الأخ؟
- الطفل الاخضر
- من سيرتدى الشبشب
- كلها ألعابى
- متى سأكبر؟
- ماذا سأكون؟
- كنت طفل صغير جدا
- كن أتاتورك
- وحش السكر
- الوحش النائم
- وحش الكتاب
- ابنى عندما كنت طفل
- ابنتى عندما كنت طفلة
- اين أنت يابنى
- أبنتى أين أنتى
- لو لايسمع أبى
- أفتح الستارة لقد جئت
- الصحفيين الخارقين
- الصحفيين الخارقين2-أسرار في الحديقة
- الصحفيين الخارقين3-شيكولاتة العنب
- الصحفيين الخارقين4-إلى دعوة المخاطر
- حجرة الفنان المسحورة
- مدرسة أخى المسحورة
- قبعة معلمى المسحورة
- دولاب جدى المسحور
- عيد ميلاد ديك القصر
- عيد ميلاد فصول الملك
- عيد ميلاد الملكة
- القمر الأزرق (آيتول عقل-مافيسل ينار)
- صوت الثلج (آيتول عقل-مافيسل ينار)
- سحر البحر (آيتول عقل-مافيسل ينار)
- طار الطائر بقى الشعر (آيتول عقل-مافيسل ينار)
- خطفت القطة شعرى (آيتول عقل-مافيسل ينار)
- كم عمر القمر (آيتول عقل-مافيسل ينار)
- كم عدد الشمس (آيتول عقل-مافيسل ينار)
- الشمسية الحمراء (آيتول عقل-مافيسل ينار)
- أبى ساحر
- لا تتركينى أيتها الحياة (طبعات المعرفة)
- أخر سفرتين (طبعات أوتشان باليك)

## المرجع
- (bu konuda ayrıntılı bilgi için: www.haniherseyoyundu.com)
- (www.talisa-verlag.de)
- (www.edition-orient.de)
  - Ramazan Volkan Çoban, "Aytül Akal'ın Eserlerinde Kültür Aktarımı", V. Ulusal Çocuk ve Gençlik Edebiyatı Yaşayan Yazarlar Sempozyum Dizisi Çocuk veGençlik Edebiyatında Aytül Akal Sempozyumu, Eskişehir, 2012.